# Хостилии
Хостилиите (Hostilii) са от плебейския gens Hostilia в Римската република. Те са могъщи особено през 2 век пр.н.е. Мъжете от тази фамилия носят името Хостилий (Hostilius).
Името е разпространено при венетите, илирите и етруските. Най-прочути са третият цар на Рим, Тул Хостилий, също и наименованието Курия Хостилия (Curia Hostilia).
Родът се издига за пръв път през Втората пуническа война и е разделен в трите линии Катони (Catones), Манцини (Mancini) и Тубул (Tubuli).
През 1 век пр.н.е. всички линии изглежда са изчезнали и се появяват личности с това име без когномен. Към тези Хостилии не се броят Сазерна (Sasernae), проявили се за малко по времето на Цезар.
Известни от фамилията:
- Хост Хостилий, аристократ по времето на Ромул. Дядо на третия цар на Рим Тул Хостилий
- Хост Хостилий Хости, син на Хост Хостилий. Баща на Тул Хостилий, третият цар на Рим
- Тул Хостилий, третият цар на Рим
- Кварта Хостилия, съпруга на Гней Фулвий Флак, претор 212 пр.н.е. и на Пизон, консул 180 пр.н.е.
- Гай Хостилий, легат в Александрия 168 пр.н.е.
- Хостилий, поет по времето на Цицерон
- Хостилий, автор на lex Hostilia

Манцин:
- Луций Хостилий Маний, военен 217 пр.н.е. през втората пуническа война
- Авъл Хостилий Манцин, консул 170 пр.н.е.
- Луций Хостилий Манцин, консул 145 пр.н.е.
- Гай Хостилий Манцин, консул 137 пр.н.е.

Катони:
- Авъл Хостилий Катон, претор 207 пр.н.е., легат на Сципион Азиатски 190 пр.н.е.
- Гай Хостилий Катон, брат на горния, претор 207 пр.н.е.
- Луций Хостилий Катон, брат на горните, легат на Сципион Азиатски 190 пр.н.е.

Тубули:
- Гай Хостилий Тубул (3 век пр.н.е.), претор 209 пр.н.е.
- Луций Хостилий Тубул, претор 142 пр.н.е.
- Луций Хостилий Тубул, магистър на Монетния двор 105 пр.н.е.

Сазерна:
- Луций Хостилий Сазерна, магистър на Монетния двор 48 пр.н.е.
- Гай Хостилий Сазерна, служи с брат си Публий при Цезар в Африканската война 46 пр.н.е., народен трибун 44 пр.н.е.
- Публий Хостилий Сазерна, служи с брат си при Цезар в Африканската война

Жени:
- Лаберия Хостилия Криспина, дъщеря на Маний Лаберий Максим, втората съпруга на Гай Брутий Презенс, баба на бъдещата императрица Брутия Криспина
- Кварта Хостилия, съпруга на Гней Фулвий Флак и на Гай Калпурний Пизон

Други:
- Курия Хостилия, сграда, където обикновено заседавал Сената на Римската република.
- Хостилия, селище в Цизалпийска Галия близо до Верона

- Хостилиан, римски император